# Kouprasith Abhay
Thiếu tướng Kouprasith Abhay (tiếng Lào: ກຸປຣະສິທທິ໌ ອະພັຍ; biệt danh 'Fat K'; 1926 – 1999?) là quân nhân và nhà lãnh đạo quân sự lỗi lạc của Vương quốc Lào trong cuộc nội chiến Lào.
Kouprasith Abhay vốn xuất thân từ một gia tộc nổi tiếng trong xã hội, là con của cựu thủ tướng Kou Abhay, binh nghiệp của ông lại được sự ủng hộ đáng kể từ ảnh hưởng của dòng họ mình. Hồi trẻ, ông đi theo Đại tá Phoumi Nosavan và sĩ quan phụ tá Siho Lamphouthacoul đến Pháp tham dự các khóa học tham mưu tại Trường Nghiên cứu Quân sự Cấp cao ở Paris, rồi sau được bổ nhiệm làm tùy viên quân sự đầu tiên của Chính phủ Hoàng gia Lào tại Pháp. Đầu năm 1960, ông trở về nước nắm quyền Tư lệnh Quân khu 5, bao gồm thủ đô Viêng Chăn. Bị cách chức Tư lệnh vào ngày 14 tháng 12 vì hai lần tham gia vào trận Viêng Chăn, ông được tái bổ nhiệm vào tháng 10 năm 1962. Ông giữ chức vụ này cho đến tận ngày 1 tháng 7 năm 1971, do đó nắm quyền kiểm soát quân đội trong và xung quanh thủ đô. Trong những năm qua, bằng đủ mọi cách, ông từng tham gia vào các cuộc đảo chính năm 1960, 1964, 1965, 1966, và 1973.
Binh nghiệp của ông được đánh dấu bằng mối thù chết người với một vị tướng Lào khác là Thao Ma; mối thù chịu trách nhiệm chính cho hai âm mưu đảo chính chống lại chính phủ sau này. Khi cuộc tấn công cuối cùng của Pathet Lào tiến qua Viêng Chăn vào tháng 5 năm 1975, Kouprasith từ chức vào ngày 11 rồi mau chóng bỏ trốn sang Thái Lan. Tháng 10 năm 1978, ông tham gia Chính phủ Hoàng gia Lào lưu vong tại Pháp, nhưng nghỉ hưu ngay sau đó. Ông được cho là qua đời vào năm 1999.